# Resolis
Resolis är en by i Highland i Skottland. Byn är belägen 14,5 km 
från Cromarty. Orten har 362 invånare (2011).